# ワダラの抗争
『ワダラの抗争』（ワダラのこうそう、原題：Shootout at Wadala）は、2013年に公開されたインドの伝記クライム映画。2007年公開の『ラカンドワーラーの抗争』の前日譚であり、同作の原案・脚本を務めたサンジャイ・グプタが本作の監督を務めている。本作はフセイン・ザイディの『Dongri to Dubai』を原案としており、1982年1月11日にムンバイ・ワダラで起きたムンバイ警察によるギャングのマニア・スルヴェ射殺作戦を描いている。

## キャスト
※括弧内はモデルになった人物
- マニア・スルヴェ（英語版） - ジョン・エイブラハム
- アファーク・バーグラン（イサク・バグワン） - アニル・カプール
- ビジャ・ジョシ - カンガナー・ラーナーウト
- シェイク・マニール - トゥシャル・カプール（英語版）[6]
- ズバイール・イムティアズ・ハクサール（シャビール・イブラヒム・カスカール（英語版） - マノージュ・バージペーイー
- ディラワール・イムティアズ・ハクサール（ダウード・イブラヒム・カスカール（英語版）） - ソーヌー・スード
- ハジ・マクスード（ハジ・マスタン（英語版）） - アクバル・カーン（英語版）（カメオ出演）
- ラジャ・アンバット捜査官（ラジャ・タンバット） - ロニット・ロイ（英語版）
- ビンデ捜査官（マドゥカール・ゼンデ） - マヘーシュ・マーンジュレーカル
- ギャンチョ（ビシュヌ・パティル） - シッダーント・カプール（英語版）
- バトカール・ダダ - ランジート（英語版）
- 警察署長 - ジャッキー・シュロフ
- アンボルカール捜査官（ダボルカール） - ラージュ・ケール（英語版）
- サディク（イクバル・ナーティク） - アーリフ・ザカリア（英語版）
- ポトヤ（スハム・バトカール） - チェータン・ハンスラージ（英語版）
- ジャマル - カラン・パテル（英語版）

特別出演
- ライラ - サニー・レオーネ[7][8]
- バブリ・マドマーシュ - プリヤンカー・チョープラー[7][8]
- アラ・レ・アラ - ソフィー・チョウドリー（英語版）[7][8]

## 役名の変更
監督のサンジャイ・グプタは撮影中、ギャングのボスであるダウード・イブラヒムを実名で登場させていたが、完成された映画ではソーヌー・スードが演じた役名は「ディラワール・イムティアズ」という名前に変更された。2013年1月27日にバラージ・テレフィルムは新しいトレーラーを公開したが、大半の台詞を削除しており、トレーラーではイムティアズ（イブラヒム）は3秒しか登場しなかった。また、主演のジョン・エイブラハムが演じたマニア・スルヴェ以外の実在する人物の名前も全て変更されている。

## 興行成績
本作は公開初日に1億190万ルピー（約160万ドル）の興行成績を記録し、公開5日後には2億6850万ルピー（約420万ドル）の興行成績を収めた。国内の最終興行成績は、5億4640万ルピー（約850万ドル）となった。国外では公開初週に90万ドルを売り上げ、最終興行成績は162万5000ドルを記録した。